# Kreuzspitze (Allgäuer Alpen)
Die Kreuzspitze ist ein 2367 m ü. NHN hoher Nebengipfel des Hochvogels in den Allgäuer Alpen, über den die Grenze zwischen Deutschland und Österreich verläuft. Die Kreuzspitze ist nicht zu verwechseln mit der Kreuzspitze in den benachbarten Ammergauer Alpen.

## Lage und Umgebung
Der in der Untergruppe 	Hochvogel- und Rosszahngruppe gelegene Gipfel erhebt sich in dem Bergkamm, der als Verlängerung des Rauhhornzugs von der Kesselspitze (2284 m) nach Süden zum Hochvogel (2592 m) zieht. Von letzterem ist die Kreuzspitze durch die Kaltwinkelscharte (2281 m) nach Südosten getrennt. Im Norden liegt die Balkenscharte (2172 m), die zur Fuchskarspitze (2314 m) übergeht. Nach Westen zweigt von der Kreuzspitze ein weiterer Bergzug ab, der als erste Erhebung den Weittalkopf (2289 m) trägt. Unter der Ostflanke liegt das Firnfeld Im Kalten Winkel.
Die Gemarkung, auf der sich die Kreuzspitze befindet ist auf deutscher Seite Bad Hindelang, auf österreichischer Seite Hinterhornbach.

## Namensherkunft
Erstmals erwähnt wurde die Kreuzspitze 1834 als Kreuz Kopf im Topographischen Atlas von Bayern. 1844 folgte die Erwähnung als auf den Kreuzspitz in der revidierten Beschreibung der bayerischen Landesgrenze. Namensgebend könnte dabei möglicherweise ein Grenzkreuz auf dem Gipfel gewesen sein, wie am wenig westlich gelegenen Kreuzkopf. Da der Gipfel auch ein wichtiger Grenzpunkt war, wäre auch eine assoziative Namensgebung denkbar.

## Besteigung
Stützpunkte für die Besteigung der Kreuzspitze sind das Prinz-Luitpold-Haus (1846 m), das nordwestlich gelegen ist und die Ortschaft Hinterhornbach.

### Normalweg
Üblicherweise wird die Kreuzspitze im Rahmen einer Besteigung des Hochvogels von Nordwesten nach Südosten überschritten, wobei die felsigen Gipfelflanken drahtseilversichert sind und damit Trittsicherheit und Schwindelfreiheit voraussetzen. Allerdings verläuft der markierte Weg knapp unterhalb des Gipfels, die Besteigung des Gipfels ist weglos und benötigt Trittsicherheit. Vor der Grenzöffnung 1997 im Rahmen des Schengener Abkommens hatte diese Überschreitung vor allem  bei grenzpolizeilichen Sperrungen des Kalten Winkels Bedeutung für die beliebte Hochvogelbesteigung.
Der Normalweg auf die Kreuzspitze führt von der Kaltwinkelscharte über die kurze, drahtseilversicherte Südflanke. Die Kaltwinkelscharte kann auf verschiedenen Varianten erreicht werden, so über die Balkenscharte vom Prinz-Luitpold-Haus oder als Abzweigung vom Jubiläumsweg. Weiter führt ein Anstieg von Hinterhornbach über den Fuchsensattel (2039 m) in die Kaltwinkelscharte, auch eine Überschreitung des Hochvogels über den Bäumenheimer Weg (Schwierigkeitsgrad I, seit 2014 aufgrund akuter Felssturzgefahr behördlich gesperrt) endete in der Kaltwinkelscharte.

### Weitere Anstiege
Es gibt auch zwei Gratanstiege, die als Kletterrouten zum Gipfel führen: Von Norden über den Balkenspitzgrat (III–) sowie über den Westgrat (IV).

## Bilder

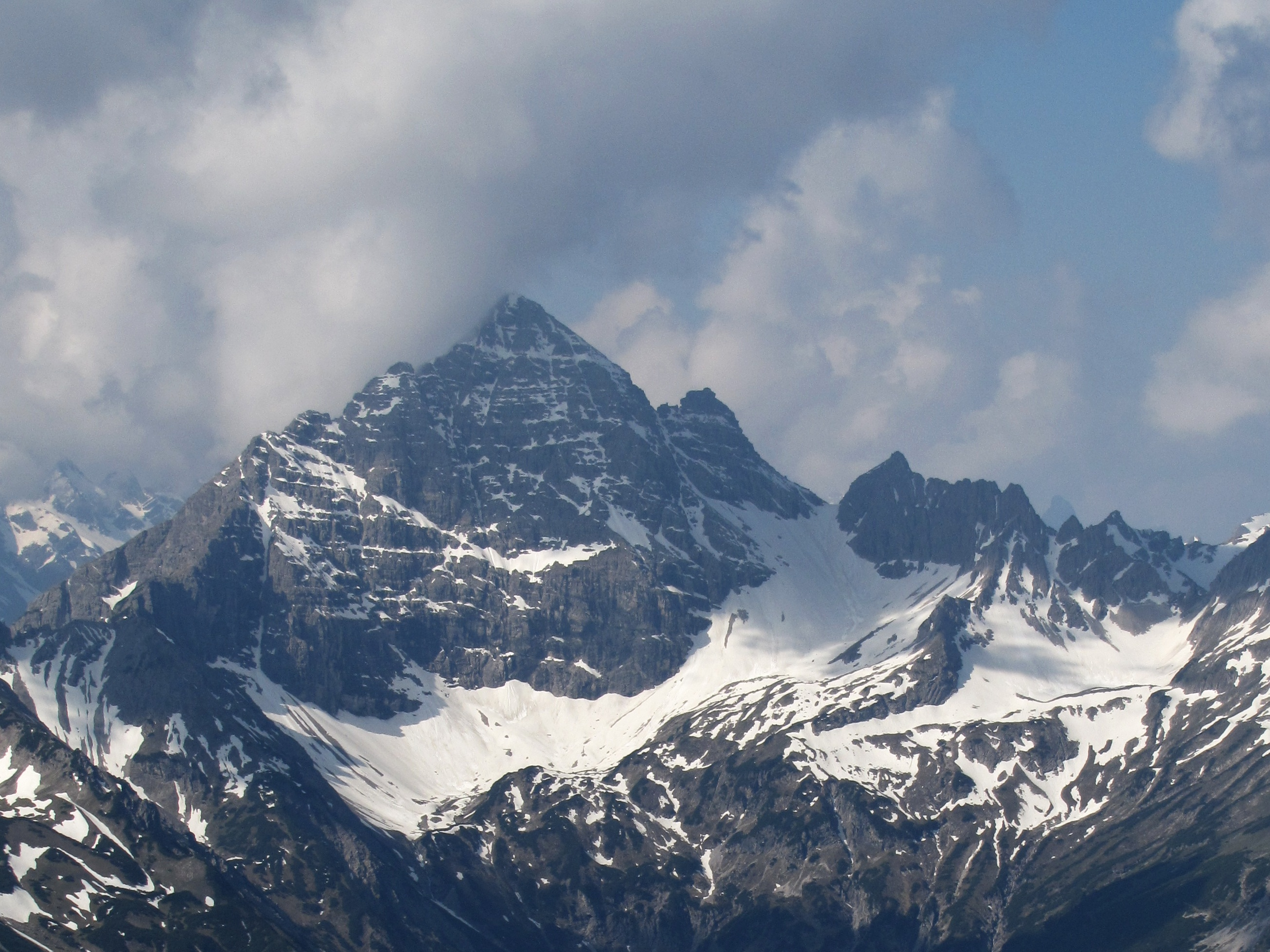
Mit Hochvogel aus Nordosten
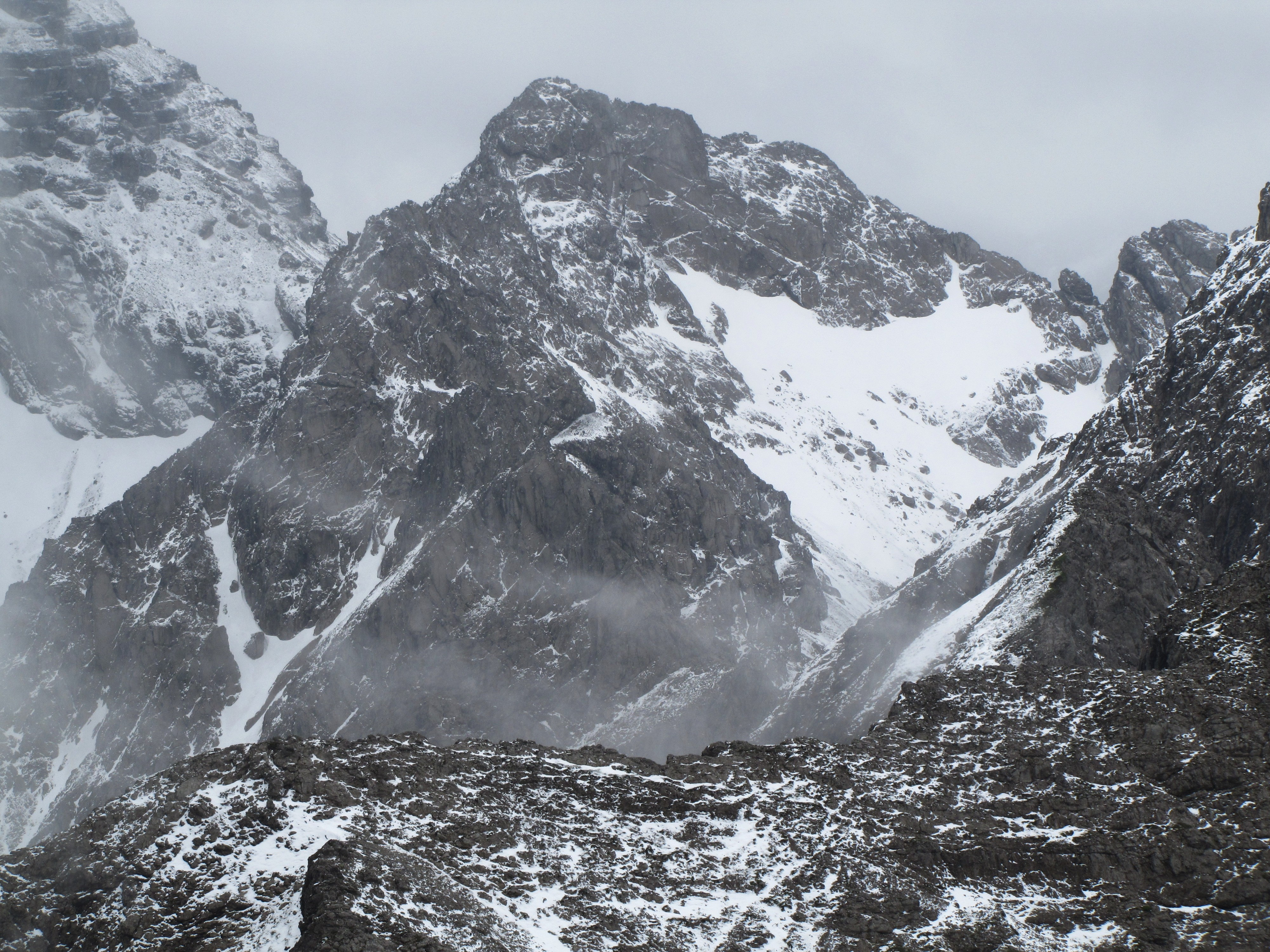
Nordwestflanke
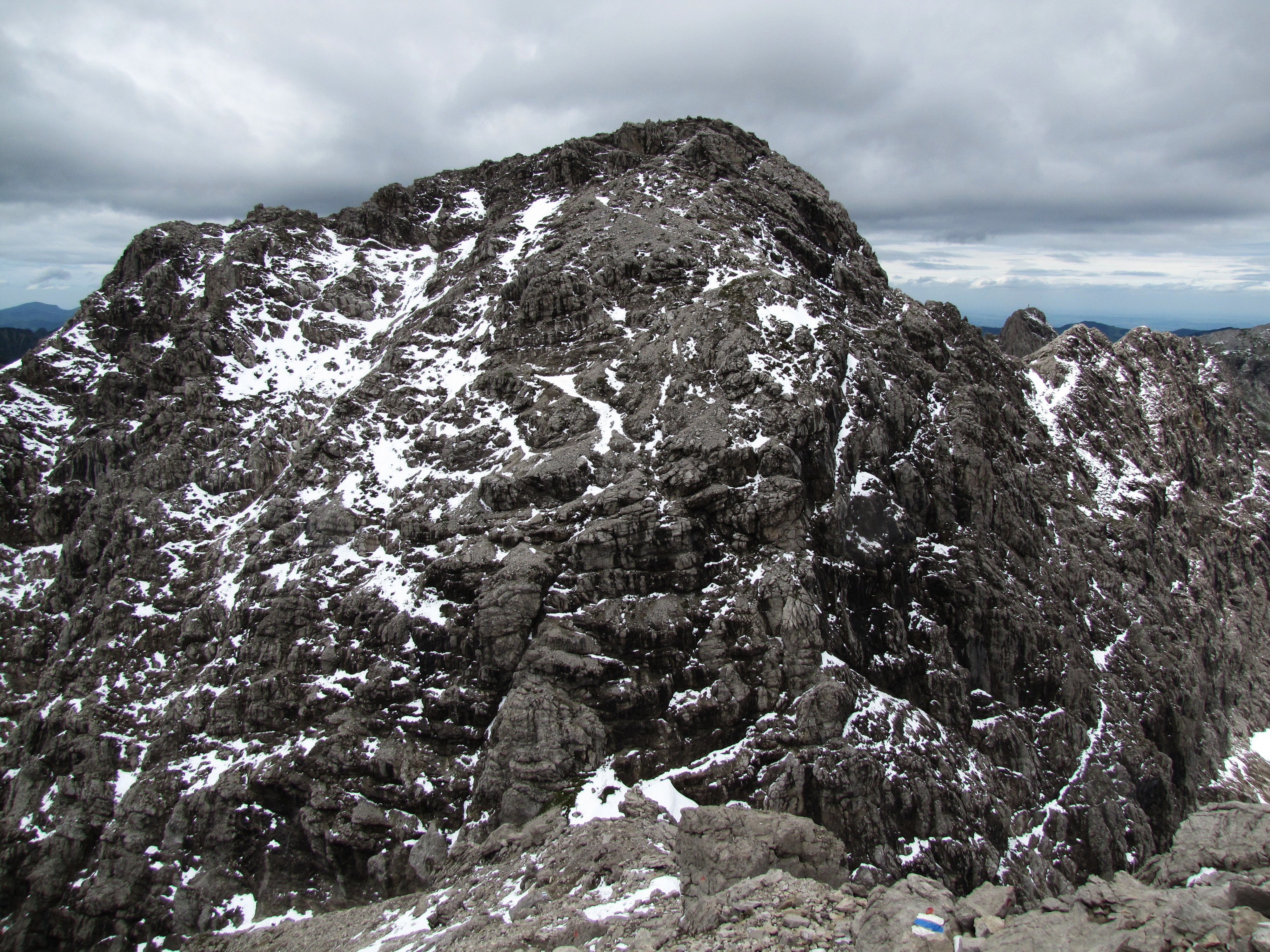
Südflanke
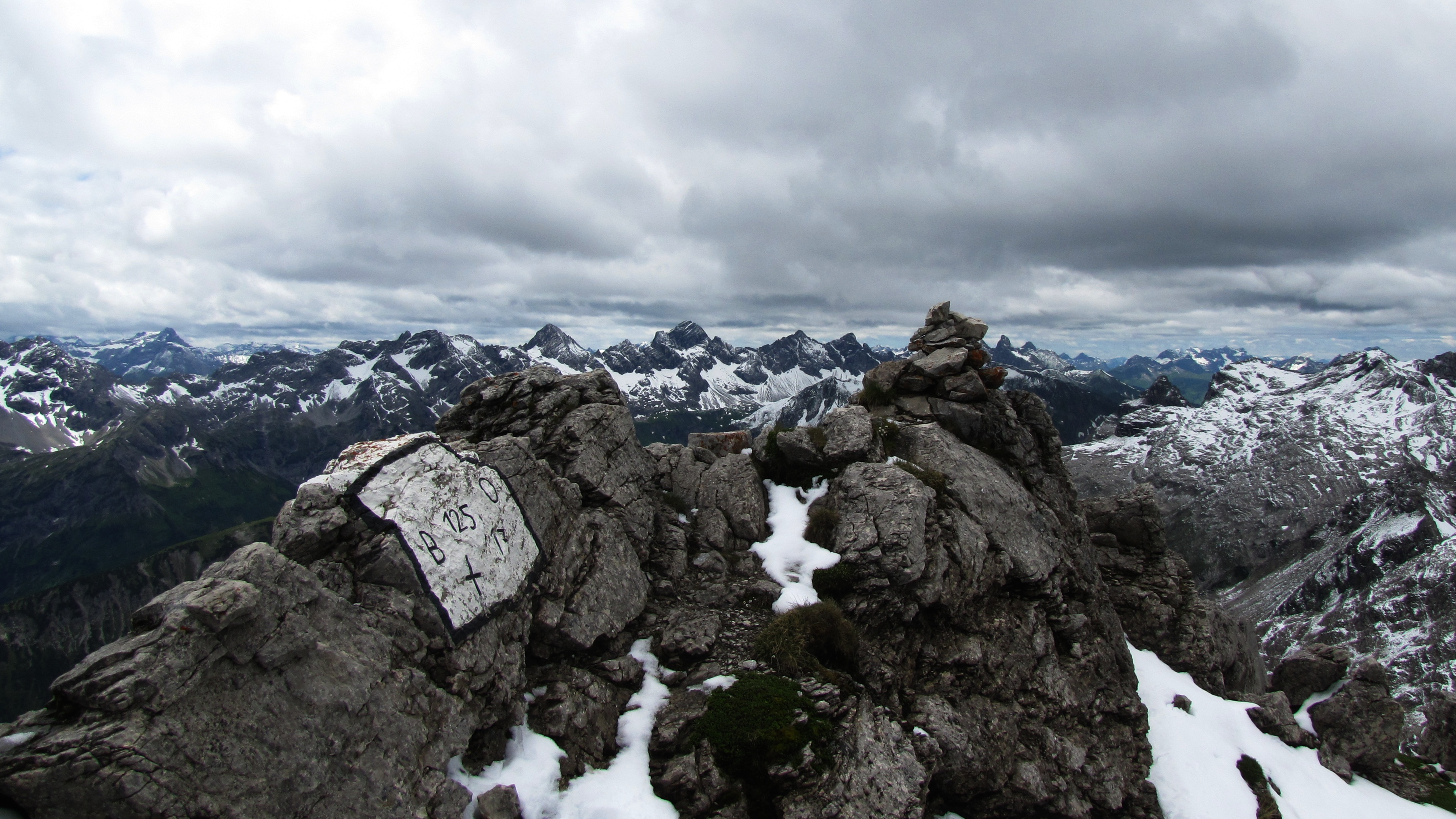
Gipfel
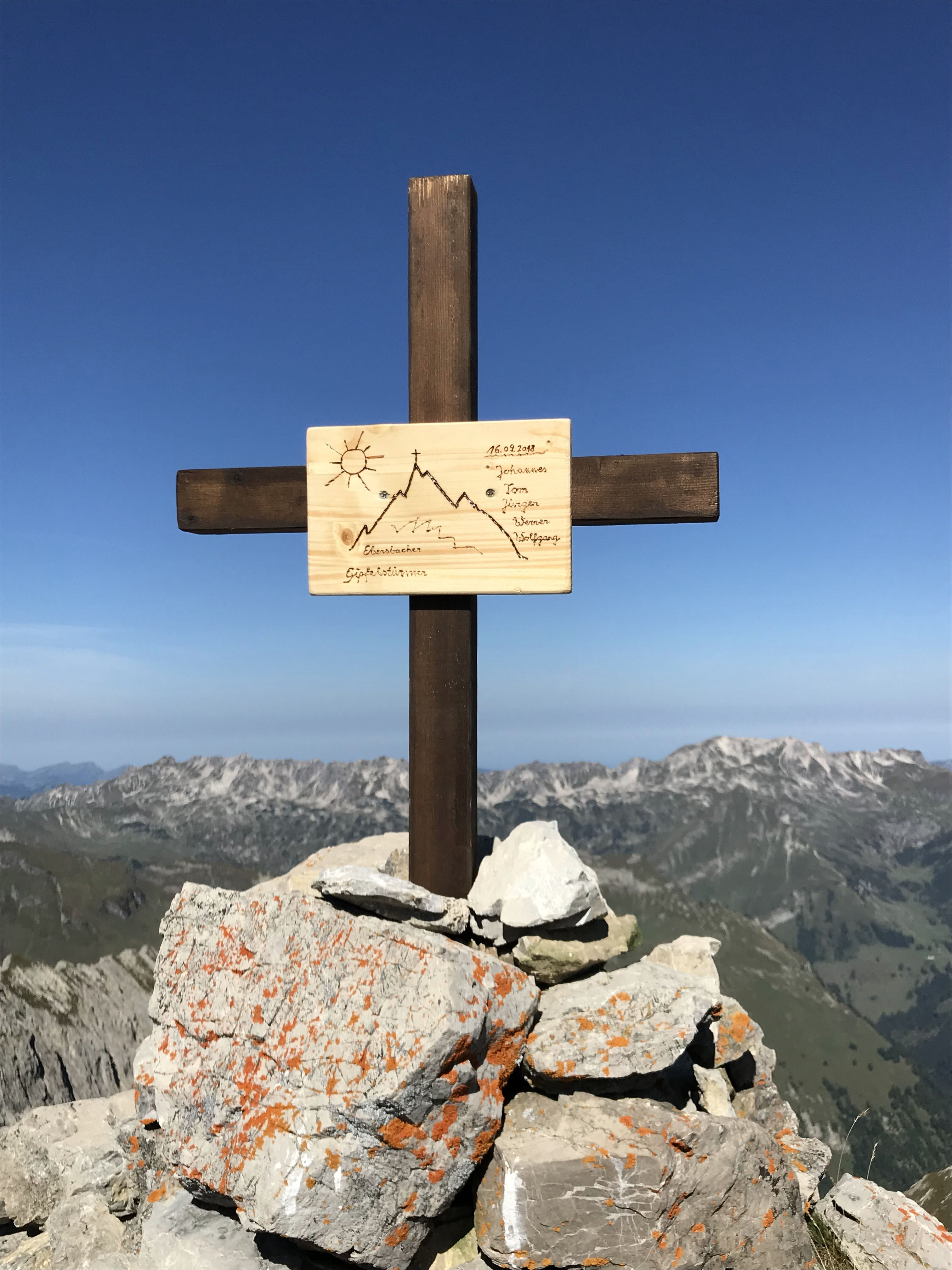
Erstkreuz gestellt 2018
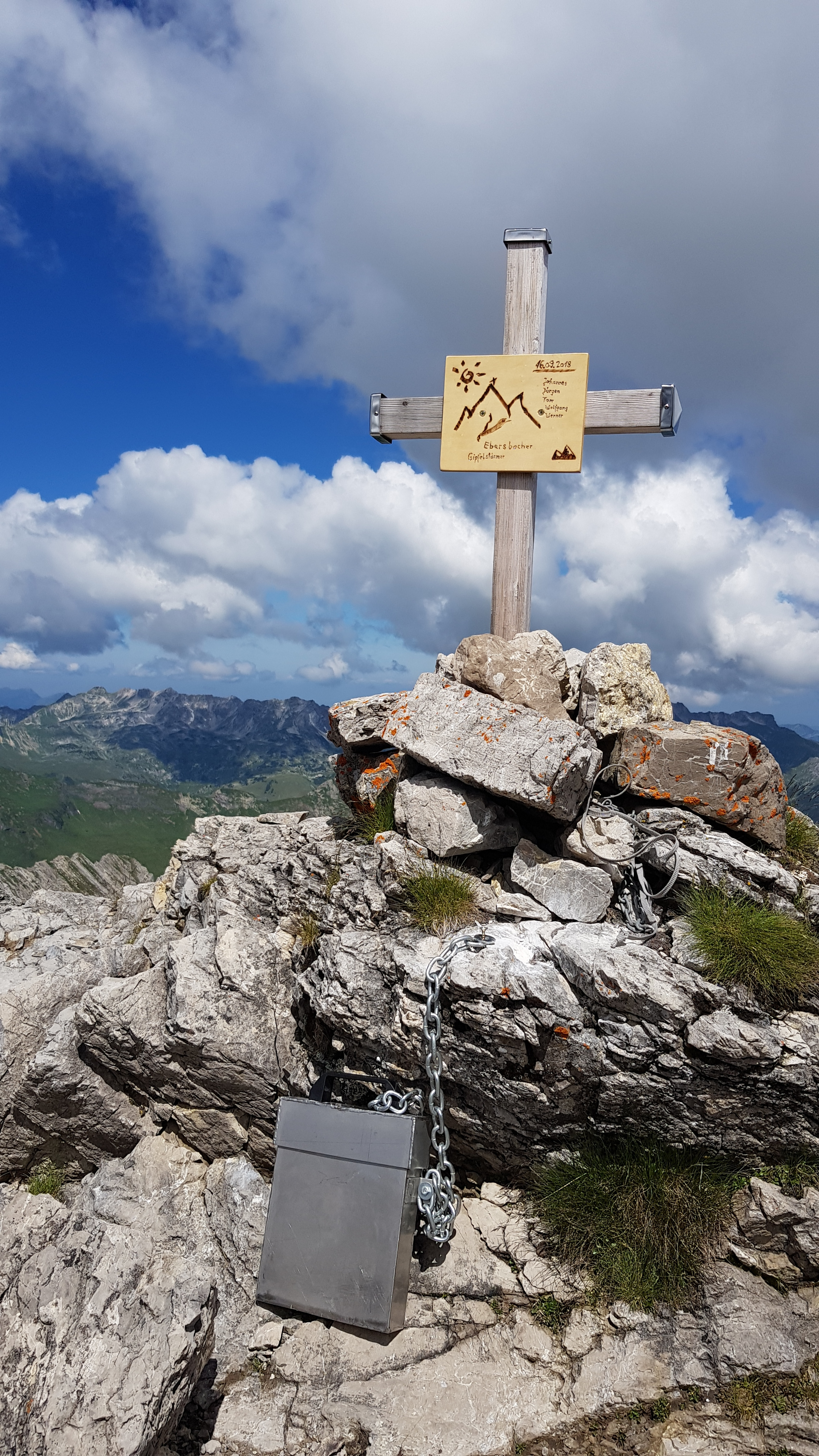
Instandgesetztes Gipfelkreuz 2020